# Melania Trump
Melania Trump (rojena Melanija Knavs, pozneje Melania Knauss), slovensko-ameriški fotomodel in ameriška prva dama, * 26. april 1970, Novo mesto.
Melania Trump je slovensko-ameriška nekdanja poslovnica in nekdanja manekenka. Je žena nepremičninskega mogotca in dvakratnega predsednika Združenih držav Amerike Donalda Trumpa, med obema ločenima mandatoma je bila tudi ameriška prva dama. Odraščala je v Sevnici in delala kot manekenka prek agencij v evropskih modnih prestolnicah Milanu in Parizu, leta 1996 pa se je preselila v New York. Zastopala sta jo Irene Marie Models in Trump Model Management. 
Leta 2005 se je poročila z nepremičninskim razvijalcem in televizijsko osebnostjo Donaldom Trumpom in leta 2006 rodila njunega sina Barrona. Kasneje istega leta je pridobila ameriško državljanstvo. Je druga naturalizirana državljanka - po Louisi Adams - in prva, ki ji angleščina ni materni jezik, ki je postala ameriška prva dama. Od konca moževega predsedovanja se je Trumpova po besedah njenih bližnjih zatekla k bolj zasebnemu življenju.

## Zgodnja leta in izobrazba
Rodila se je kot Melanija Knavs v novomeški bolnišnici Waldemarju-Viktorju in Amaliji (dekliški priimek Ulčnik), vozniku ter šivilji in modelarki, ki sta delala v tekstilnem podjetju Jutranjka. Ima še dve leti starejšo sestro Ines. Odraščala je v Sevnici, krščena pa je bila na Raki. Leta 1977 je nastopila na Jutranjkini otroški modni reviji v Radencih. Dijaška leta je preživela v Ljubljani, kjer je obiskovala Srednjo šolo za oblikovanje in fotografijo Ljubljana v Križankah. Študij na Fakulteti za arhitekturo je kmalu opustila zaradi sanj o manekenstvu. Nastopala je po zahodni Evropi in kasneje v ZDA.
Povzročila je medijsko razburjenje zaradi laganja o dokončanem študiju. Ko je postala prva dama, se je razvedelo, da je imel njen oče pred poroko z Amalijo nezakonskega sina Denisa (rojen leta 1965).

## Vstop v svet manekenstva in odhod v tujino

### Fotografiranje s Stanetom Jerkom
Spomladi 1987, pri rosnih 17-ih letih, jo je odkril Stane Jerko, uveljavljeni slovenski modni fotograf. Opazil je njeno lepo, vitko postavo in dolge noge ter jo povabil na poskusno snemanje. Fotografije so videli tudi njegovi poklicni kolegi in poiskali stik z Melanijo. V jeseni je že pozirala za slovenske modne revije, še prej pa je opravila krajši manekenski tečaj. Sam Jerko je nad njo po dveh srečanjih obupal, ker na fotografijah po njegovem mnenju ni izžarevala šarma in energije. Melanija z njim ni več navezala kontakta, niti ni zahtevala teh zgodnjih fotografij.
Stane Jerko je Melaniji izmeril 176,5 centimetrov višine, njena agencija pa je kasneje objavila drugačne podatke. Mediji ji očitajo številne plastične operacije, ki jih sama Melanija zanika.

### V Evropi in ZDA
Melanijina manekenska kariera se je uradno začela leta 1992, ko je v Portorožu osvojila drugo mesto na tekmovanju "Obraz leta" revije Jana. V komisiji je takrat sedela tudi legendarna urednica revije Bernarda Jeklin. Prva tri dekleta so dobila pogodbe za delo na Dunaju, v  Milanu in Parizu. Ko je Melanija delala na evropskih modnih pistah, jo je opazil agent Paolo Zampolli, ki je iskal modele za svojo newyorško agencijo. Z njo je navezal stik v Milanu. Nad njegovim povabilom je bila navdušena, ker so bile zanjo to ameriške sanje. V Ameriko naj bi prišla delat z dovoljenjem leta 1996. Kasneje se je izkazalo, da je nekatere gole fotografije posnela v New Yorku že leta 1995. Zampolli naj bi z udeležbo na zabavi v newyorškem klubu Kit Kat leta 1998 omogočil, da je spoznala velikega ljubitelja lepotic Donalda Trumpa. Kmalu za tem sta se začela družiti in prijateljevati.
Septembra 1998 je dunajska modna agencija Elite povabila nekaj slovenskih novinarjev za en dan v Pariz na srečanje z Melanio Knauss. Dobili so se v luksuznem hotelu Lutetia (staro ime za Pariz), v apartmaju številka 211. Predstavila se jim je kot uspešna manekenka in fotomodel. Med povabljenimi je bil tudi novinar Nedeljskega dnevnika Dušan Nograšek, ki se mu je vse skupaj zdelo bizarno, saj je nihče ni poznal, prosila pa jih je tudi, naj je ne fotografirajo. Imeli so strogo odmerjen čas za vprašanja, ki niso smela biti neprijetna.
Kot dokaz njene vzhajajoče slave so slovenski novinarji prejeli revijo Harpers Bazaar iz avgusta 1997 (izdajo za špansko govoreče Američane, angleška verzija je imela tedaj na naslovnici drug, bolj uveljavljen model). Novinarji so imeli plačan let na zasebnem letalu iz Ljubljane do Pariza in nazaj, kosilo  ter krajši ogled mesta, ob čemer je Dušan Nograšek dojel, da se za organizacijo dogodka kot mecen skriva Donald Trump. Zanj je bila to napoved bodočih Melanijinih skrivnosti, presenečenj in protislovij. Njeno trditev, ki jo je zaupala Nograšku, novinarju Nedeljskega dnevnika, da sodi med 50 najbolj uspešnih modelov na svetu, je njen odkritelj Stane Jerko označil za pretiravanje.

### Fotografiranje za moški revijiMaxinGQ
Leta 1995 je na Manhattnu posnela gole, navidezno lezbične fotografije za francosko moško revijo Max, ki je izšla januarja 1996. Fotograf Alé de Basseville je kasneje trdil, da se je zmotil in da je bilo to eno leto kasneje. Leta 2000 je januarska številka britanske moške revije GQ objavila njene seksualno nazorne fotografije. Za naslovnico je pozirala gola, ležeča na krznu na Trumpovem letalu Boeing 727. Melanija je bila očitno ponosna, da bo objavljena kot model v tej reviji, zato so se ustvarjalci odločili za kičast stil. Donald Trump je zahteval, da dostavijo fotografije v njegovo pisarno. Melanija je slike za GQ na uradni spletni strani Bele hiše uvrstila med svoje največje dosežke. Kasneje je to umaknila iz glavnih medijev.

## Državljanstvo
Leta 2001 je dobila zeleno karto za bivanje v ZDA. Leta 2006 je postala ameriška državljanka. S sinom Barronom, ki govori tudi slovensko, sta dvojna državljana. Svojim staršem je pomagala, da so hitreje prišli do ameriškega državljanstva.

## Prva dama Združenih držav Amerike

### Prvi mandat (2017–2021)
Donald Trump je bil konec leta 2016 izvoljen za 45. predsednika Združenih držav Amerike. Ob njegovem prevzemu funkcije 20. januarja 2017 je Melania postala prva dama Združenih držav Amerike. Je šele druga na tujem rojena prva dama v zgodovini ZDA in prva po skoraj dvesto letih. Zaradi šolanja sina Barrona, kakor je sama trdila, se je v Belo hišo vselila nekaj mesecev po inavguraciji, ob koncu šolskega leta. Njena pisarna je imela v začetku leta 2018 13 uslužbencev, po informacijah medijev skoraj polovico manj, kot sta jih imeli njeni predhodnici Michelle Obama in Laura Bush. V preteklih štirih letih je pogosto spremljala moža na protokolarnih dogodkih ali državniških obiskih v tujini, npr. v Franciji, na britanskem in savdskem dvoru, na Kitajskem in drugod. Melania se je uveljavila kot ena najbolje oblečenih prvih dam, večkrat so jo primerjali z Jackie Kennedy, ikono ameriške mode. Nekajkrat je kot prva dama potovala sama, najbolj odmevna je bila njena pot v Afriko. V Slovenijo je v tem času ni bilo. 

Na naslovnicah Vogua se navkljub trendom pojavljanja prejšnjih prvih dam ni pojavila, saj glavna urednica Anna Wintour zakoncev Trump ni priznavala. Njena naslednica, Jill Biden se je na naslovnici pojavila že tri mesece po imenovanju.
Leta 2018 je Melanija zagnala iniciativo "Be Best" (v prevodu: "Bodi najboljši"), ki opozarja na pomembnost socialnega, fizičnega in čustvenega zdravja otrok ter na spletno varnost ter odvisnost od opioidov. Kampanja je bila deležna nekaj kritik - npr. od Hillary Clinton zaradi nespoštljivega tvitanja njenega moža Donalda.

### Med mandatoma (2021–2025)
Ko sta zakonca Trump zapustila Belo hišo, se je Melania vrnila v Mar-a-Lago, kjer je živela in se izogibala pozornosti javnosti.[164] Obdržala je eno svetovalko Bele hiše, Marcio Lee Kelly. Melania je ohranila stike s svojo naslednico Jill Biden in obe sta si izmenjali rojstnodnevne čestitke. Melania je občasno nastopala s plačanimi govorniki, ustanovila je program štipendiranja za rejniške otroke in oblikovala vrsto nezamenljivih žetonov na temo Apolla 11, ki niso bili v skladu z Nasino politiko uporabe slik. Novembra 2023 se je udeležila spominske slovesnosti za nekdanjo prvo damo Rosalynn Carter.
Med moževimi postopki na sodišču in njegovo kandidaturo na predsedniških volitvah leta 2024 Melania ni nastopala v javnosti. Opaznejša je psotala julija 2024, ko je dala izjavo po poskusu atentata na svojega moža in se pojavila na republikanski nacionalni konvenciji leta 2024.  Istega meseca je napovedala, da namerava izdati spomine z naslovom Melania.[266] Pred objavo knjige je povzročila polemike med republikanci, ko je napovedala svojo podporo pravici do splava.[267]

### Drugi mandat (2025– )
20. januarja 2025, med 60. predsedniško inavguracijo Združenih držav, je Melania po Frances Cleveland postala druga prva dama, ki je položaj zasedla v dveh nezaporednih mandatih. Med prvimi dnevi svojega drugega mandata prve dame je s soprogom odpotovala v dele Severne Karoline, ki jih je septembra 2024 prizadel orkan Helene, in v Južno Kalifornijo, da bi se seznanila z napredkom gasilskih reševalnih služb po požarih januarja 2025.

## Zasebno življenje
Z Donaldom Trumpom se je poročila januarja 2005, 20.marca leta 2006 pa je rodila njunega sina Barrona Williama.

### Vera
Med predsedniškim obiskom v Vatikanu se je Melania Trump izrekla za katoličanko. Papež Frančišek je blagoslovil njen rožni venec, prav tako je Melania k nogam kipa Device Marije pred Vatikansko otroško bolnišnico položila cvetje. Bila je prva katoličanka, ki je po Johnu F. Kennedyju in njegovi ženi Jacqueline živela v Beli hiši. Prav tako je bila druga katoliška prva dama v zgodovini ZDA.

### Zdravje
14. maja 2018 je bila podvržena embolizaciji, ki je minimalno invaziven poseg, ki namerno blokira krvno žilo, da bi zdravila benigno stanje ledvic. Poročali so, da je bil postopek uspešen in brez zapletov.
2. oktobra 2020 je predsednik Trump na Twitterju zapisal, da sta oba z Melanijo pozitivno testirana na SARS-CoV-2 in sta v karanteni Kasneje istega dne je Melania sporočila, da ima "blage simptome", a "splošno dobro počutje".